# Lukáš Bielák
Lukáš Bielák (Ružomberok, 14 dicembre 1986) è un calciatore slovacco, centrocampista dello Template:Calcio Zavazna Poruba.

## Carriera
Ha giocato nella massima serie dei campionati slovacco e polacco.